# マフムード・カリル (活動家)
マフムード・カリル（英語: Mahmoud Khalil、1995年 - ）は、アルジェリア系パレスチナ人の活動家。コロンビア大学の大学院生であったカリルは、2024年の同大学でのパレスチナ連帯行動において主導的役割を果たしたが、翌年にアメリカ合衆国移民・関税執行局（ICE）により身柄を拘束された。

## 来歴

### 幼少と若年
カリルは1995年、シリアの難民キャンプで、パレスチナ人の両親のもとに生まれた。その後アメリカの永住権を取得している。
ベイルートのレバニーズ・アメリカン大学でコンピュータ・サイエンスの学士を取得し、そしてコロンビア大学国際公共政策大学院（SIPA）に入学した。2024年12月に、同院で開発実務の行政学修士（MPA）を取得した。

### 抗議行動
2024年春にコロンビア大学で行われたパレスチナ連帯行動において、カリルは交渉者、広報担当者として活躍し、イスラエルと関係のある企業からの投資引き揚げ（BDS運動）とガザ・イスラエル紛争の停戦を求めた。この際、抗議行動中に逮捕されることも、ハミルトン・ホール占拠といったアクションへの参加で告発されることもなかった。

### ICEによる拘束と釈放

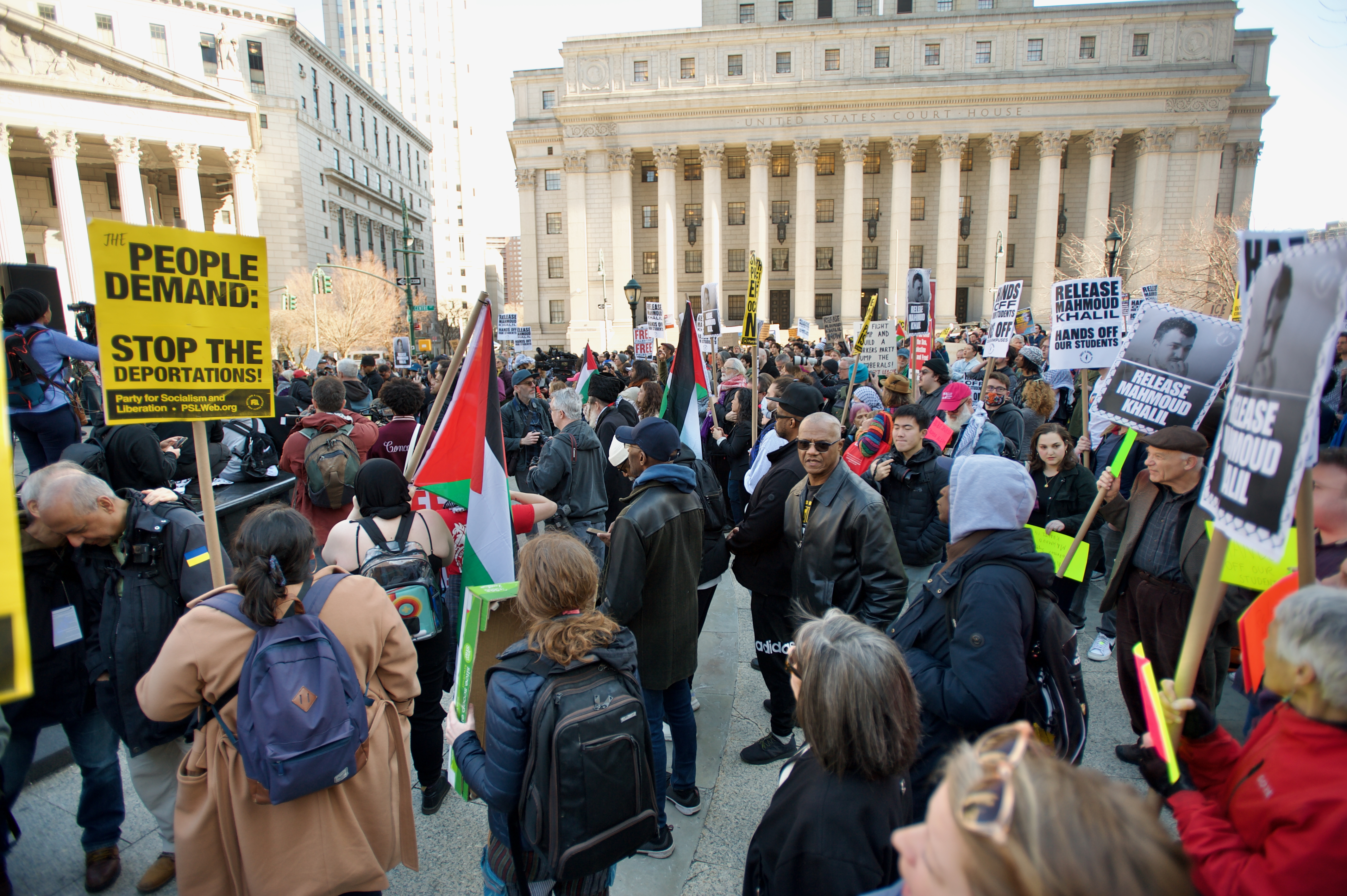
2025年3月10日、ニューヨークでのカリル解放を求めるデモ。パレスチナ国旗なども見える。

2025年3月8日、カリルはマンハッタンの自宅アパートでICEにより逮捕された。ICEは、移民国籍法の条項を挙げ、カリルの2024年のグリーンカード（永住権）申請に虚偽の情報が含まれていたとした。カリルはこれを否定している。アメリカ政府は国務長官マルコ・ルビオを通じて、カリルの活動によってアメリカの外交政策が傷つけられたと主張した。カリルはルイジアナ州ジーナにあるLaSalle Detention Center（移民拘留施設）に104日間拘留された。カリルの逮捕に対する抗議行動が、ニューヨークやワシントンD.C.、サンフランシスコで起こった。アメリカ下院議員アレクサンドリア・オカシオ＝コルテスといった著名人も、この逮捕が政治的動機によるものだとして、デモを支持した。
2025年6月11日、連邦裁判所判事のマイケル・ファルビアルズは、カリルの拘留が違憲であるという判断を下し、カリルに逃亡の恐れや地域社会への脅威もなかったと指摘した。裁判所は政府の主張が未検証のタブロイド紙報道に依拠しているとし、その後同月20日にカリルは釈放された。この事件は、親パレスチナ派の学生活動家を国外追放するという、トランプ政権の広範な取り組みの一部であるとして注目を集めた。
翌7月、カリルはトランプ政権に対して2000万ドルの損害賠償を求める訴訟を提起した。

## 私生活
アメリカ市民のヌール・アブダラと結婚しており、幼い息子がいる。カリルの拘留中に、アブダラは彼に代わってコロンビア大学の卒業証書を受け取り、そして息子の誕生を報告した。カリルは釈放後、ニューヨークで家族に再開した。